# چوب‌خزک‌های نوک‌راست
چوب‌خزک‌های نوک‌راست (نام علمی: Dendroplex)، سرده‌ای از پرندگان در زیرخانواده چوب‌خزکیان (Dendrocolaptinae) است. این سرده مدت طولانی در سردهٔ Xiphorhynchus ادغام شده بود، اما تمایز آن اکنون مشخص شده‌است.